# LWN.net
LWN.net は、自由ソフトウェアとLinuxおよびその他のUnix系オペレーティングシステム向けソフトウェアに重点を置いたウェブマガジンである。このマガジンは、毎週発行される記事、ほぼ毎日公開される個別の記事、各記事に付随するスレッド形式のディスカッションで構成されている。毎日公開されるニュースの多くは、他の場所で公開された記事の短い要約であり、すべての閲覧者に無料で提供される。オリジナル記事は通常、毎週木曜日に公開され、2週間は購読者限定で、その後無料公開となる。LWN.net は Eklektix, Inc. の一部である。
LWN は、他の Linux／自由ソフトウェア関連のメディアよりも技術的な読者層を対象としている。Linuxカーネルの内部や Linuxカーネルメーリングリスト（LKML）での議論を詳細に取り上げている点で高く評価されている。
「LWN」という名称は、もともと「Linux Weekly News」の頭字語であった。しかし、このサイトは Linux 関連のトピックに限定されず、日刊のコンテンツも掲載しているため、この名称は使用されなくなった。

## 歴史

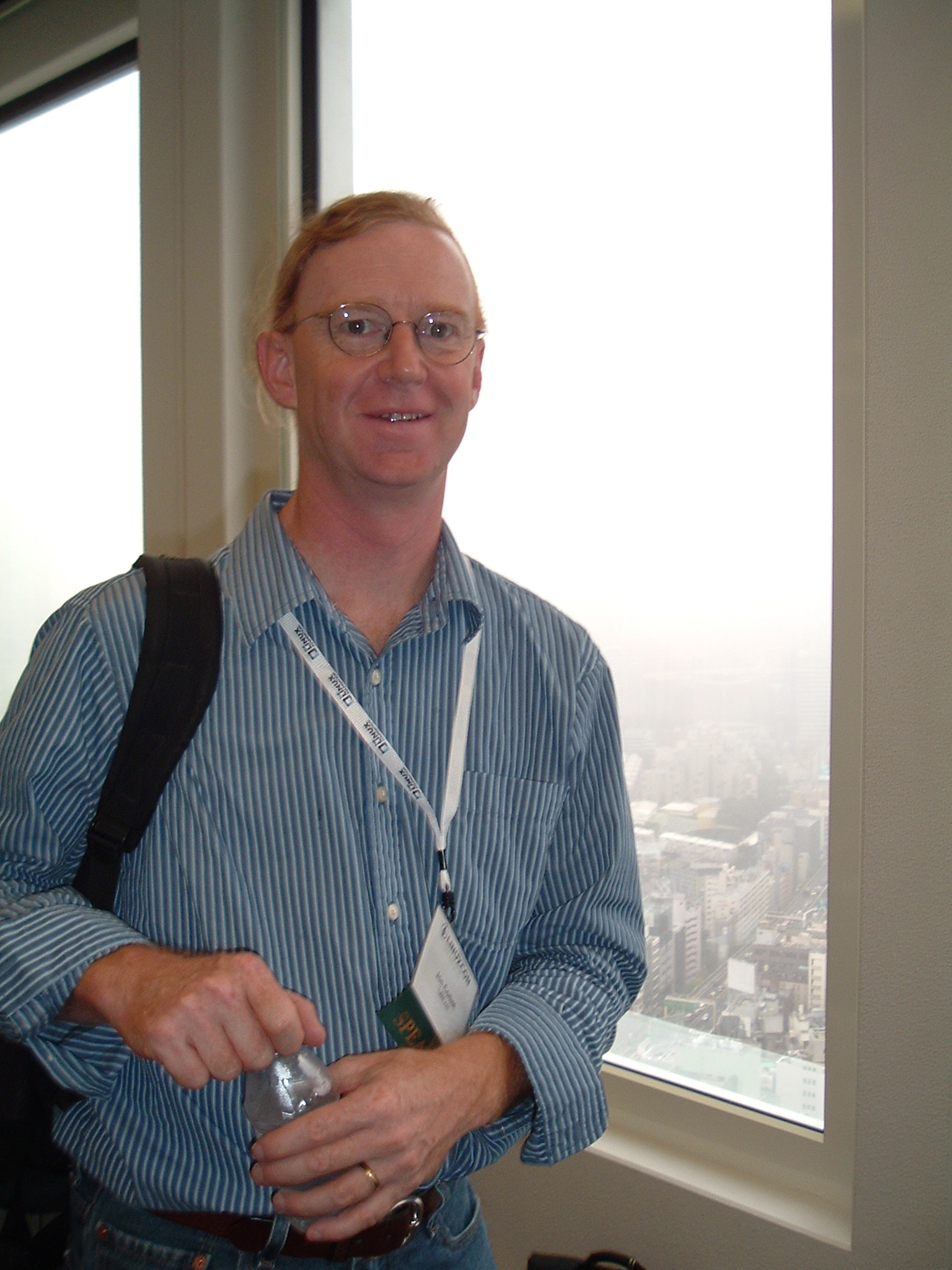
LinuxCon Japan（2010年）でのジョナサン・コーベット

ジョナサン・コーベットとエリザベス・クールボーによって設立され、1998 年 1 月から発行されている。LWN は、当初 Linux のニュースを収集することに特化した毎週発行の無料サイトであった。
2000 年にTucows は Linux Weekly News を買収したが、2002 年には「買収されていない」状態に戻った。
2002 年 5 月末、LWN はサイトのリニューアルを発表した。変更点の一つとして、読者が記事にコメントを投稿できる機能が追加された。
2002年7月25日、LWN は寄付金だけでは十分な資金を集められないため、次号が最終号となることを発表した。しかし、読者からの多大な支援を受け、編集者は定期購読モデルを導入しつつ発行を継続することを決定した。新しい週刊版は初めは3つの購読プランのいずれかに登録した読者のみが利用可能であり、グループ購読も提供された。2週間後、各週刊版は無料で提供される。

## 貢献者
LWN.net のスタッフは、2024年4月の時点で、以下の構成となっている。
- ジョナサン・コーベット（英: Jonathan Corbet）、編集長。カーネルなどを担当。
- ジェイク・エッジ（英: Jake Edge）、編集者。Pythonなどを担当。
- ダロック・アルデン（英: Daroc Alden）、編集者。プログラミング言語などを担当。
- ジョー・ブロックマイヤー（英: Joe Brockmeier）、編集者。Linuxディストリビューションなどを担当。

LWN.net はまた、多くの記事をフリーランスのライターから購入している。